# Dasyhelea transvallensis
Dasyhelea transvallensis är en tvåvingeart som beskrevs av Meillon 1959. Dasyhelea transvallensis ingår i släktet Dasyhelea och familjen svidknott. Inga underarter finns listade i Catalogue of Life.